# Szent János és Pál-kápolna

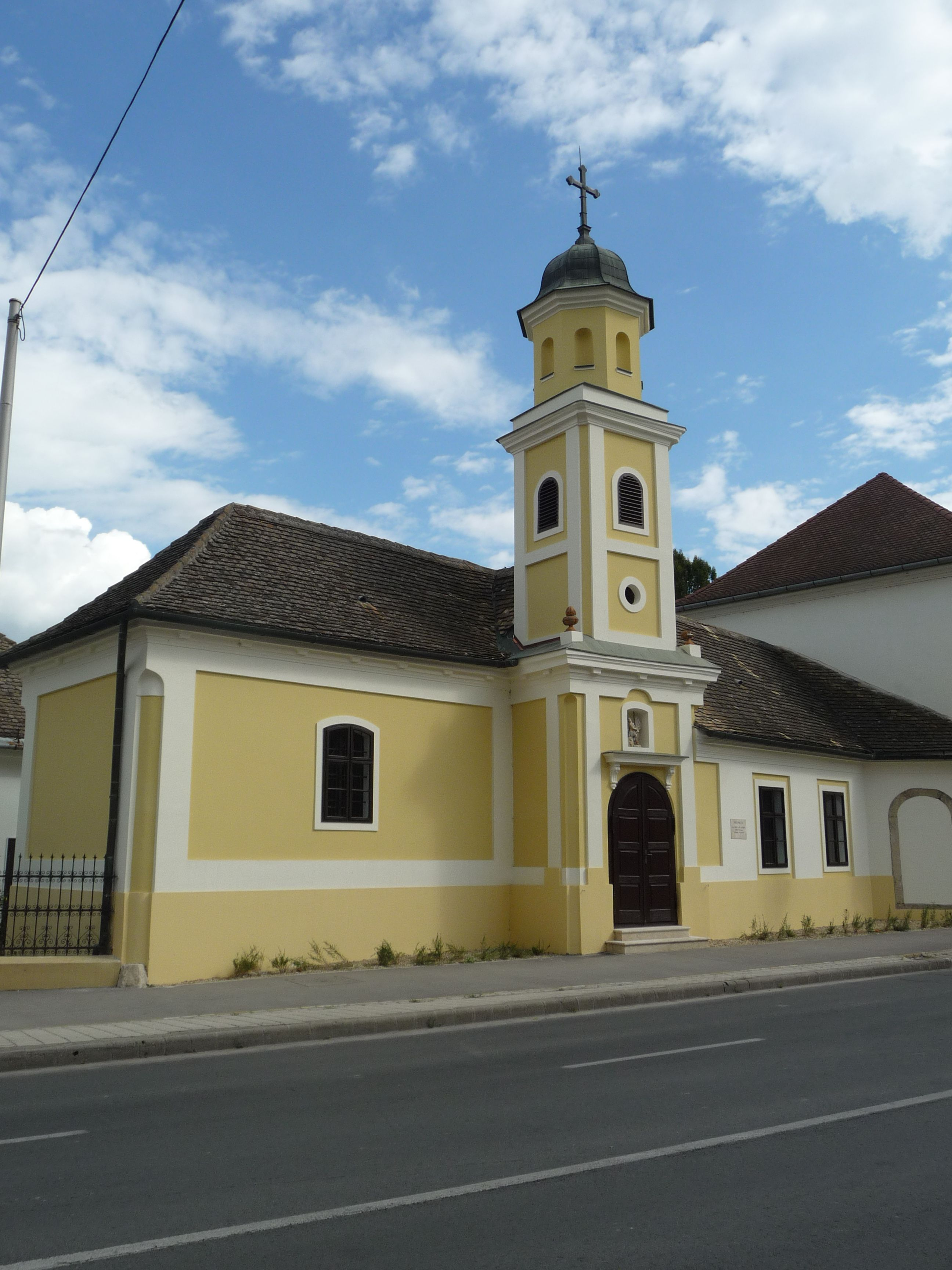
A kápolna

A barokk stílusú Szent János és Pál-kápolna Szekszárdon, a Béri Balogh Ádám utca 2. szám alatt áll.

## Története
A város német hívei 1740 körül építették az ismert védőszenteknek villám, vihar és jégverés ellen. Először az északi része készült el, majd a torony. A 19. század elején a kápolnát a kórházhoz kapcsolták, és dél felé bővítették — ettől kezdve a kórház kápolnája volt. 2000-ben restaurálták, állapotát konzerválták.

## Az épület
A három építési periódus belül igen érdekes térkapcsolatokat hozott létre. A torony belsejéhez egy kis kupolás rész kapcsolódik. A kápolna falait legalább három, de helyenként még több rétegben képek borítják. Északi részében a kápolnával egykorú barokk, főként ornamentális motívumokból és erősen kopott grisaille-képekből álló festést tártak fel. A 19. század elején valószínűleg Boross Ferenc szekszárdi festő festette ki. Valószínűleg az ő művei díszítik a torony előtti kupolát, ahol egyelőre még konzerválásra várnak. Legutolsó, igénytelen kifestése a két világháború között súlyosan megrongálta a korábbi értékes falképeket.